# Hilde von Stolz
Hilde von Stolz (* 8. Juli 1903 in Schäßburg, Österreich-Ungarn; † 16. Dezember 1973 in Berlin) war eine österreichisch-deutsche Schauspielerin.

## Leben und Wirken
Hilde von Stolz hieß seit dem Adelsaufhebungsgesetz 1919 Hilde Stolz. Die Tochter eines Offiziers besuchte das Max Reinhardt Seminar in Wien und gab ihr Debüt an den dortigen Kammerspielen. Anschließend wirkte sie an verschiedenen Wiener Theatern und im Theater am Schiffbauerdamm in Berlin.
Unter dem Pseudonym „Helen Steels“ debütierte sie 1928 im Film und siedelte noch im selben Jahr nach Berlin über. Bereits in ihrer zweiten Filmrolle agierte sie als Hauptdarstellerin neben Reinhold Schünzel in dessen Inszenierung Don Juan in der Mädchenschule. Hilde von Stolz, die ab 1933 unter ihrem echten Namen auftrat, blieb lange eine wichtige Darstellerin, musste sich aber in der Regel mit großen Nebenrollen zufriedengeben. Meist verkörperte sie elegante Damen und auch Femmes fatales wie die Schauspielerin Lydia Link in Traumulus.
In einer deutsch-ungarischen Gemeinschaftsproduktion entstand der 1936 fertiggestellte Film Sein letztes Modell. Darsteller waren Hilde von Stolz, Otto Tressler, Rudolf Carl, Camilla Horn, der Schauspieler Paul Javor vom Staatstheater Budapest und der ungarische Bariton Alexander Svéd.
1939 plante sie ihre Emigration, die aber durch den Ausbruch des Zweiten Weltkriegs verhindert wurde. Während des Krieges wirkte sie in mehreren Propagandafilmen mit. Sie stand 1944 in der Gottbegnadeten-Liste des Reichsministeriums für Volksaufklärung und Propaganda.
Danach war sie nur noch selten im Kino zu sehen. Hilde von Stolz wurde nach ihrem Tod in der heimischen Familiengruft bestattet.

## Filmografie
- 1928: Der Musikant von Lichtental
- 1928: Don Juan in der Mädchenschule
- 1928: Hell in Frauensee
- 1929: Was kostet Liebe?
- 1929: Menschen im Feuer
- 1929: Heilige oder Dirne
- 1930: Troika
- 1930: Der Bergführer von Zakopane
- 1931: Die schwebende Jungfrau
- 1932: Der kleine Pit (Kurzfilm)
- 1933: Morgen beginnt das Leben
- 1933: Mit Dir durch dick und dünn
- 1934: Maskerade
- 1934: Achtung! Wer kennt diese Frau?
- 1934: Der Herr ohne Wohnung
- 1934: Lockspitzel Asew
- 1935: … nur ein Komödiant
- 1935: Es flüstert die Liebe
- 1935: Die Liebe des Maharadscha
- 1936: Traumulus
- 1936: Stärker als Paragraphen
- 1936: Der Abenteurer von Paris
- 1936: Mädchen in weiß
- 1936: Der Weg des Herzens (Prater)
- 1936: Sein letztes Modell
- 1937: Die gläserne Kugel
- 1937: Wenn Frauen schweigen
- 1937: Zu neuen Ufern
- 1938: Scheidungsreise
- 1938: Kleiner Mann – ganz groß
- 1939: Ins blaue Leben
- 1939: Der Feuerteufel
- 1940: Herz geht vor Anker
- 1940: Jud Süß
- 1940/42: Der große König
- 1941: Der Weg ins Freie
- 1941: Tanz mit dem Kaiser
- 1942: Fronttheater
- 1942: Diesel
- 1943: Münchhausen
- 1943: Die Gattin
- 1943: Die schwache Stunde
- 1943/45: Freunde
- 1944: Glück unterwegs
- 1944: Es lebe die Liebe
- 1944/50: Mein Herz gehört Dir
- 1947: Ehe im Schatten
- 1954: … und ewig bleibt die Liebe
- 1954: Ihre große Prüfung
- 1956: Charleys Tante
- 1956: Die Trapp-Familie
- 1956: Die Christel von der Post
- 1958: Es war die erste Liebe